# Hugo Napoleão
Hugo Napoleão est une municipalité brésilienne située dans l'État du Piauí.